# Château de Causans
Le château de Causans est un édifice situé à Coubon, en France.

## Localisation
Le château est situé sur le territoire de la commune de Coubon, route de la Darne, dans le département  de la Haute-Loire, en région Auvergne-Rhône-Alpes.

## Description
Le château présente un plan en L. Il s'élève sur deux niveaux principaux et un étage de combles, percé de lucarnes passantes. L'ensemble est construit en pierre (maçonneries en moellons couverts d'un enduit clair, encadrements de baies en grès de Blavosy) et agrémentés de détails de briques. Il est surmonté d'une toiture en ardoises. Une tourelle circulaire, couverte d'une toiture conique est disposée côté cour à l'angle de jonction entre les deux ailes. La façade sud sur jardin est animée par une tour carrée dans œuvre dépassant la toiture principale, et par la façade pignon de l'aile nouvelle. Les deux façades sont régulièrement percées de grandes baies avec contrevents pleins. Des balcons à balustres sont disposés devant certaines portes-fenêtres des façades sud. Contrastant avec l'enduit clair, des éléments en briques soulignent l'architecture (parements de la tour carrée, archivoltes, bandeaux entre les niveaux...). À l'intérieur, l'essentiel des aménagements et décors datent de la fin du XIXe siècle et reflètent le goût de l'époque, selon une mise en œuvre soignée : lambris en bois ciré de hauteur ou de soubassement, peintures au pochoir, cheminées en bois ou en marbre, parquets à chevrons, plafonds à caissons ou à solives, tentures et mobiliers coordonnés (maison lyonnaise). Une chapelle aménagée en 1962 dans une pièce d'angle voûtée au rez-de-chaussée abrite un autel/retable en bois ciré sculpté, signé de Samuel et Gros (1753), provenant du domaine de Guitard, ancienne propriété Richond. Les communs en L sur la cour comprennent un garage, une écurie avec stalles, une orangerie et, en retour, une remise à calèches et un bûcher. Le parc de douze hectares, réduit à deux hectares, est aménagé à l'anglaise avec bosquets, allées courbes et plusieurs bassins,.

## Historique
Il existait au XVIIe siècle un domaine de Coubon dont la maison avait pour usage de surveiller le gué de la Loire sur la route du Puy à Aubenas. Il avait été acheté en 1624 par Jean-François le Maistre, enseigne au régiment de Champagne et ami du seigneur de Bouzols. Cette famille fit probablement reconstruire l'édifice au cours du XVIIIe siècle pour en faire une maison de maître (date de 1731 sur la façade), accompagnée de dépendances et de jardins. En 1817, son descendant vendit cette propriété à Simon de Parron, receveur général des finances. Celui-ci fit probablement quelques aménagements dans le château et fit construire l'orangerie. Des difficultés financières l'obligèrent à revendre le domaine en 1850. Celui-ci fut acheté par Ernest Richond, notaire au Puy, qui le légua ensuite à sa fille Pauline à l'occasion de son mariage avec le comte Vincent de Causans, arrière grand-père du propriétaire actuel. En 1887, des travaux d'agrandissement et de transformation furent entrepris et confiés à Jean-Bélisaire Moreau, architecte installé à Moulins. Après plusieurs démolitions, la partie ancienne fut surélevée et agrandie d'une aile en retour sur la cour. Différentes transformations et ajouts (tourelle d'angle interne sur la cour, avant-corps sur la façade arrière, percement ou modification de baies, balcons) donnèrent à l'édifice un caractère éclectique néo-médiéval/ XVIIe siècle dans le goût de l'époque. D'importants aménagements de confort et de décor intérieurs furent également réalisés. Le parc fut en même temps redessiné par Rouillard, architecte paysagiste à Écully selon un plan qui n'a pas été totalement réalisé.
Le château est inscrit au titre des monuments historiques par arrêté du 13 septembre 2019.

## Protection
Éléments protégés :  le château en totalité, avec ses communs, son portail d'entrée, son parc et ses clôtures.